# Norbert Schrödl

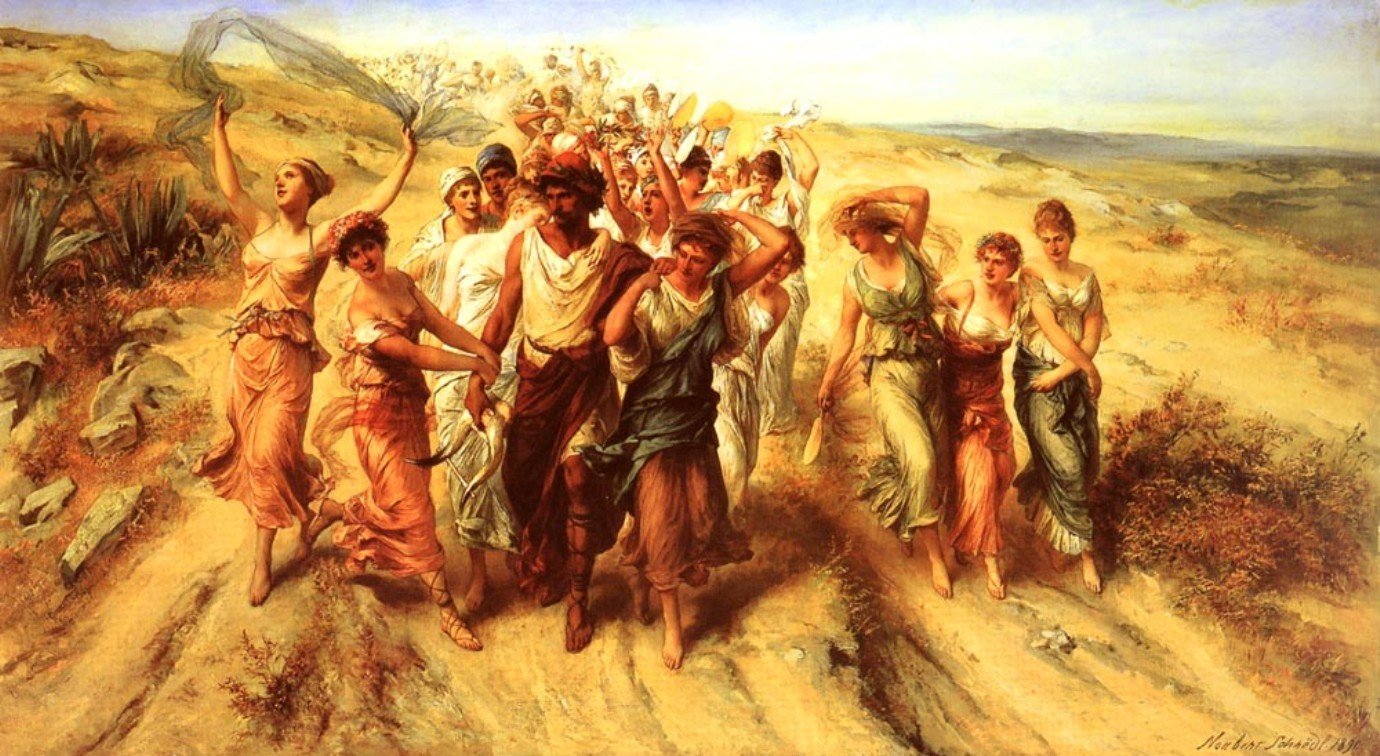
Der Poet Anakreon begleitet von seinen Musen

Norbert Schrödl (* 16. Juli 1842 in Wien; † 26. Februar 1912 in Kronberg im Taunus) war ein deutscher Maler österreichischer Herkunft.

## Familie
Norbert Schrödl war der Sohn des Elfenbeinschnitzers und Bildhauers Norbert Michael Schrödl. Der Lithograph Anton Schrödl war sein Onkel, der Bildhauer Leopold Schrödl sein Bruder. Zusammen mit seiner Familie reiste Schrödl quer durch Europa von Hof zu Hof, wo sein Vater in Dienst stand. 
1883 heiratete er Else Müller von Königswinter (* 27. März 1857 in Köln, † 3. Juni 1933), eine Tochter des Dichters Wolfgang Müller von Königswinter.

## Leben

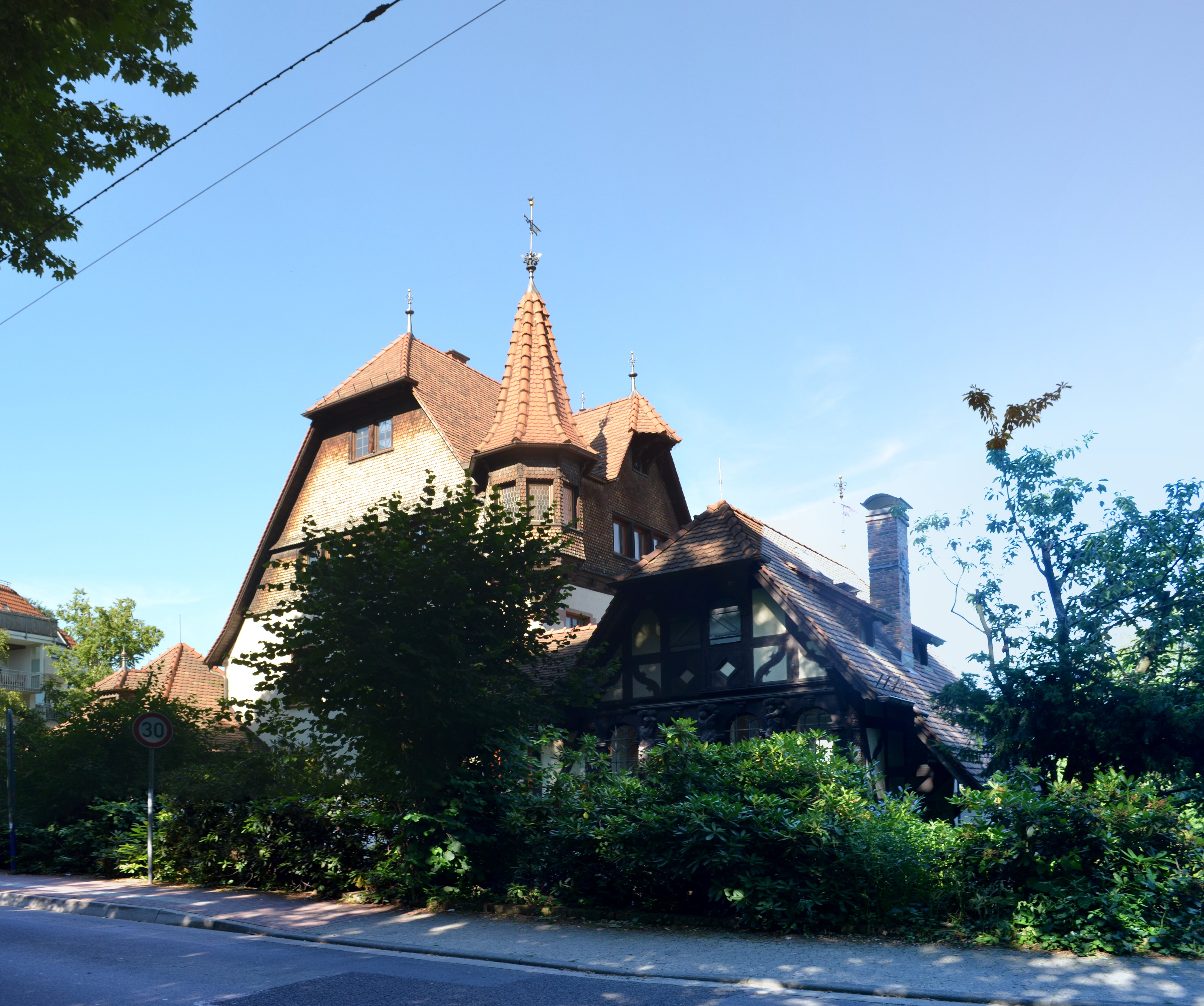
Kronberg, „Villa Schrödl“ in der Hainstraße 18

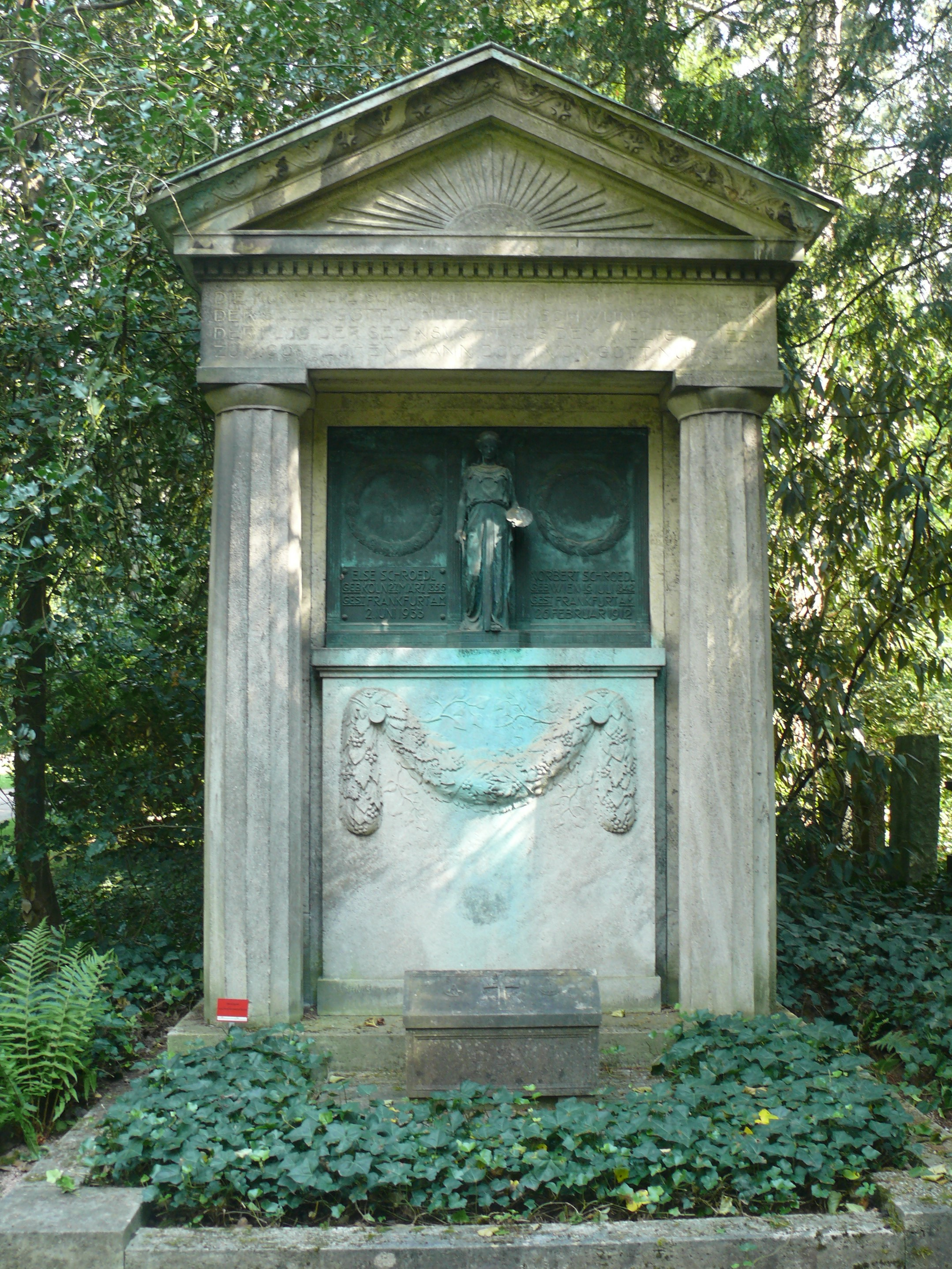
Grab des Malers Norbert Schrödl und seiner Frau Else geb. Müller auf dem Frankfurter Hauptfriedhof

Mit zehn Jahren bekam Schrödl in Sankt Petersburg fachkundigen Unterricht durch den Hofmaler Michael von Zichy.
1854 war Schrödl in Paris und besuchte verschiedene Vorbereitungskurse der École des Beaux-Arts. Als sich im darauffolgenden Jahr seine Familie in Frankfurt am Main niederließ, wurde Schrödl dort Schüler von Jakob Becker. Dieser vermittelte ihm die ersten Kontakte nach Kronberg und der dortigen Malerkolonie.
Zwischen 1863 und 1868 lebte und wirkte Schrödl wieder in Paris. Dort fiel er bald dem Mäzen, Herzog Charles Tascher de la Pagerie auf. Durch dessen Fürsprache erhielt Schrödl in Kürze viele lukrative Aufträge. Im Sommer 1868 ließ sich Schrödl in Berlin nieder. Bis 1874 lebte und wirkte er hier als gefragter Porträtist.
Um sich eine schöpferische Pause zu gönnen, bereiste Schrödl zwischen 1874 und 1877 Italien. In dieser Zeit schuf er meistenteils nur Skizzen, welche allerdings später dann als Grundlage für das eine oder andere Werk dienten. Ab 1880 lebte Schrödl abwechselnd in Frankfurt und in Kronberg. 
Nach dem Tod seines Freundes Peter Burnitz kaufte Norbert Schrödl 1887 dessen ehemaligen Sommersitz, ein Fachwerkhaus in Kronberg, und ließ es in den folgenden Jahren zu einer imposanten Villa ausbauen. Zu diesem Schritt inspirierte ihn auch die ortsansässige Künstlergemeinschaft. Das in der Hainstraße 18 gelegene Haus steht heute unter Denkmalschutz.
Als 1888 Kaiserin Victoria ihren Witwensitz Schloss Friedrichshof bezog, bat sie Schrödl, ihr Malunterricht zu geben. Bis zu ihrem Tod 1901 war er ihr ein verlässlicher Lehrer und Kritiker.
1894 betraute man Schrödl mit der Präsidentschaft der Frankfurter Künstlergesellschaft.
Im Alter von fast 70 Jahren starb Norbert Schrödl am 26. Februar 1912 in Kronberg im Taunus. Sein Grab befindet sich am Hauptfriedhof Frankfurt.